# Gluta
Gluta är ett släkte av sumakväxter. Gluta ingår i familjen sumakväxter.

## Dottertaxa tillGluta, i alfabetisk ordning[1]
- Gluta aptera
- Gluta beccarii
- Gluta benghas
- Gluta cambodiana
- Gluta capituliflora
- Gluta celebica
- Gluta compacta
- Gluta curtisii
- Gluta elegans
- Gluta glabra
- Gluta gracilis
- Gluta laccifera
- Gluta lanceolata
- Gluta laxiflora
- Gluta macrocarpa
- Gluta malayana
- Gluta megalocarpa
- Gluta oba
- Gluta obovata
- Gluta papuana
- Gluta pubescens
- Gluta rostrata
- Gluta rugulosa
- Gluta sabahana
- Gluta speciosa
- Gluta tavoyana
- Gluta torquata
- Gluta tourtour
- Gluta travancorica
- Gluta usitata
- Gluta wallichii
- Gluta velutina
- Gluta wrayi